# Ramphotyphlops angusticeps
Ramphotyphlops angusticeps — вид змій родини сліпунів (Typhlopidae). Ендемік Соломонових Островів.

## Поширення й екологія
Ramphotyphlops angusticeps мешкають на островах Гуадалканал, Малаїта, Макіра, Малаупайна і Шуазель в архіпелазі Соломонових островів. Вони живуть у вологих тропічних лісах, на висоті до 400 м над рівнем моря. Ведуть деревний спосіб життя, що незвично для сліпунів: вдень ховаються в дуплах дерев, а вночі шукають їжу серед листя на висоті до 4 м над землею.